# Панкратий (Гладков)
Епи́скоп Панкра́тий (в миру Васи́лий Васи́льевич Гладко́в; 20 марта 1892, Арзамас — 1944, Киев) — епископ Русской православной церкви, епископ Белгородский и Грайворонский (1942—1943).

## Биография

### Семья и детство
Родился 20 марта 1892 года в городе Арзамасе Нижегородской губернии в семье цехового. Василий был первым ребёнком Василия Александровича и Зинаиды Александровны Гладковых. Всего в семье Гладковых было девятеро детей — трое братьев (Василий, Виктор и Павел) и шесть сестёр (Зинаида, Варвара, Екатерина, София, Елизавета и Тамара).

### Образование
В 1906 году поступил и в 1910 году успешно окончил полный курс Арзамасского реального училища. В 1911 году выдержал экзамен на аттестат зрелости при Нижегородской губернской гимназии.
В 1912 году поступил в Нижегородскую духовную семинарию и окончил её курс в 1913 году со званием студента.
В 1914 году, успешно пройдя вступительные испытания, был зачислен в Московскую духовную академию.
7 июля 1916 года (по старому стилю), будучи студентом 3-го курса, был пострижен в монахи и наречён Панкратием. Пострижение совершал инспектор Академии архимандрит Иларион (Троицкий). 24 июля был рукоположён в сан иеродиакона, 9 апреля 1917 года — в сан иеромонаха.
В 1918 году окончил академию по первому разряду, получив степень кандидата богословия-магистранта.

### Служение и репрессии в довоенный период
С января по сентябрь 1919 года — исполняющий дела настоятеля Арзамасской Вознесенской Высокогорской пустыни.
В 1919—1923 годах — исполнял обязанности священника Воскресенского собора в Арзамасе.
С марта по сентябрь 1919 года исполнял дела благочинного монастырей 2-го округа Нижегородской епархии.
С сентября по ноябрь 1919 года исполнял обязанности священника при Арзамасском Алексеевском женском монастыре.
В марте 1920 года утверждён исполняющим дела настоятеля Воскресенского собора и председателем Приходского Совета с причислением к братии Арзамасского Спасо-Преображенского монастыря.
С 1920 по 1923 год состоял секретарём при епископе Арзамасском Михаиле (Кудрявцеве) и был членом испытательной комиссии при нём. С 1921 по 1922 год состоял временно благочинным 1-го Арзамасского округа.
17 ноября 1923 года определён Святейшим Патриархом Тихоном наместником Высоко-Петровского монастыря в Москве с возведением в сан архимандрита. В январе 1924 года первый раз арестовывается «за антисоветскую агитацию». Проводит 15 дней под арестом, но за недоказанностью преступления отпускается на свободу с запрещением проживания в 6 крупных городах СССР и приграничной зоне.
13 февраля 1924 года возвратился в Арзамас и определён Епископом Арзамасским Михаилом исполнять дела настоятеля церкви Благовещения Пресвятой Богородицы. 26 февраля 1924 года определением Патриарха Тихона и Священного при нём Синода назначен на кафедру епископа Лукояновского. 9 июня 1924 года Резолюцией Патриарха согласно своему прошению освобождён от назначения на кафедру Епископа Лукояновского.
Позже стал священником Воскресенского собора г. Арзамаса и служил в нём до 1930 года. В этот период дважды арестовывался — в 1925 году за «участие в антисоветской группировке» (12 дней под арестом) и в ноябре 1928 года за «участие в подпольной антисоветской группе» (за распространение книги «Обновленцы по суду канонов Вселенской Православной Церкви» провёл 2 месяца под арестом, но осуждён не был).
В 1930—1932 годах — священник в Москве. В 1932 году арестовывается в четвёртый раз и обвиняется по статье 58 п.10 УК РСФСР (2 месяца под арестом и следствием, вина не доказана — освобождён, но с запрещением проживать в Москве).
В 1932—1934 годах — священник в Егорьевске (Московская область).
В 1934—1935 годах — священник села Троицкое Голенищево (Кунцевский район).
В 1935—1938 годах — настоятель Троицкого собора в Подольске.
C 11 июля 1938 года — благочинный Красно-Пахорского района Московской области.
C 15 июля 1938 года — благочинный Подольского района Московской области.
С 1938 по 1941 год служил настоятелем храма иконы Божией Матери «Знамение» в селе Перово под Москвой.
С 31 августа 1939 года — благочинный Ухтомского, Реутовского и Раменского районов Московской области.

### Служение в годы войны
Согласно постановлению патриаршего местоблюстителя митрополита Сергия (Страгородского) от 30 мая 1941 года был командирован в западные области Украины и назначен наместником Почаевской Свято-Успенской лавры. Прибыл в лавру 12 июня 1941 года. 30 июня 1941 года Почаев был оккупирован немецкими войсками и так как эвакуация лавры советскими властями не проводилась, остался проживать на оккупированной территории.

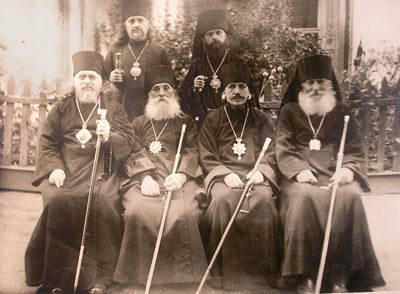
Иерархи Украинской автономной православной церкви (Епископ Панкратий в первом ряду слева)

9 июня 1942 года для управления Курской епархией был хиротонисан в епископа Белгородского и Грайворонского. Хиротонию совершили митрополит Алексий (Громадский) и епископ Вениамин (Новицкий). Но поскольку Курская область находилась в прифронтовой зоне и за пределами рейхскомиссариата, оккупационные власти не разрешили ему выехать в свой кафедральный город — он остался на оккупированной немцами Украине — в Киеве,. Впоследствии епископ Панкратий был переведён на викарную Нежинскую кафедру и проживал в ближайшей к Курской — Черниговской епархии.
В годы служения на Украине совершал рукоположения новых священников — в частности, известно о таких рукоположениях на территории Белоруссии, где они совершались по представлению настоятеля Петро-Павловского собора г. Гомеля архимандрита Серафима (Шахмутя). В 1943 г. он рукоположил в священный сан Андрея Поповича, являвшегося келейником и ближайшим помощником иеромонаха Феоктиста (Ганжи), руководителя группы «непоминающих» в деревне Речки Ветковского района.
29 мая 1943 г. епископ Панкратий утвердил в должности настоятеля Глинской пустыни и возвёл в сан игумена иеросхимонаха Серафима (Амелина).
Был одним из видных деятелей Украинской автономной православной церкви, действовавшей на оккупированных Третьим рейхом украинских землях Волыни и Приднепровья. Ему, как наместнику Свято-Успенской Почаевской Лавры принадлежит немалая заслуга в проведении Архиерейского Собора (18 августа 1941 года), принявшего решение о соблюдении верности Московской Патриархии, о сохранении Украинского Экзархата при временном автономном управлении.
Долгое время о судьбе Владыки Панкратия было ничего неизвестно и сведения о нём после освобождения Украины от немецкой оккупации оставались противоречивыми. Высказывались предположения о том, что он, как и ряд других украинских священнослужителей, опасаясь репрессий за связи с оккупантами, ушёл с отступавшими немецкими войсками и оставшуюся часть жизни провёл за границей. В пользу этой версии приводились данные Русской православной церкви заграницей.
По другой версии епископ Панкратий был арестован сотрудниками НКВД, после чего, опять-таки, по разным версиям, либо был осуждён за измену Родине и сотрудничество с оккупантами и отправлен в лагерь, где вскоре скончался, либо был арестован и замучен в г. Нежине. В пользу этой версии говорила следующая информация: "во время встречи 24 февраля 1944 года, когда, как свидетельствует архивный источник, Патриарх Сергий спросил Георгия Карпова: «верны ли слухи об аресте в г. Чернигове архиепископа Симона Ивановского и в г. Нежине — Панкратия Гладкова?» — «Да, они арестованы как изменники Родины и пособники немецких оккупантов».

### Последний арест

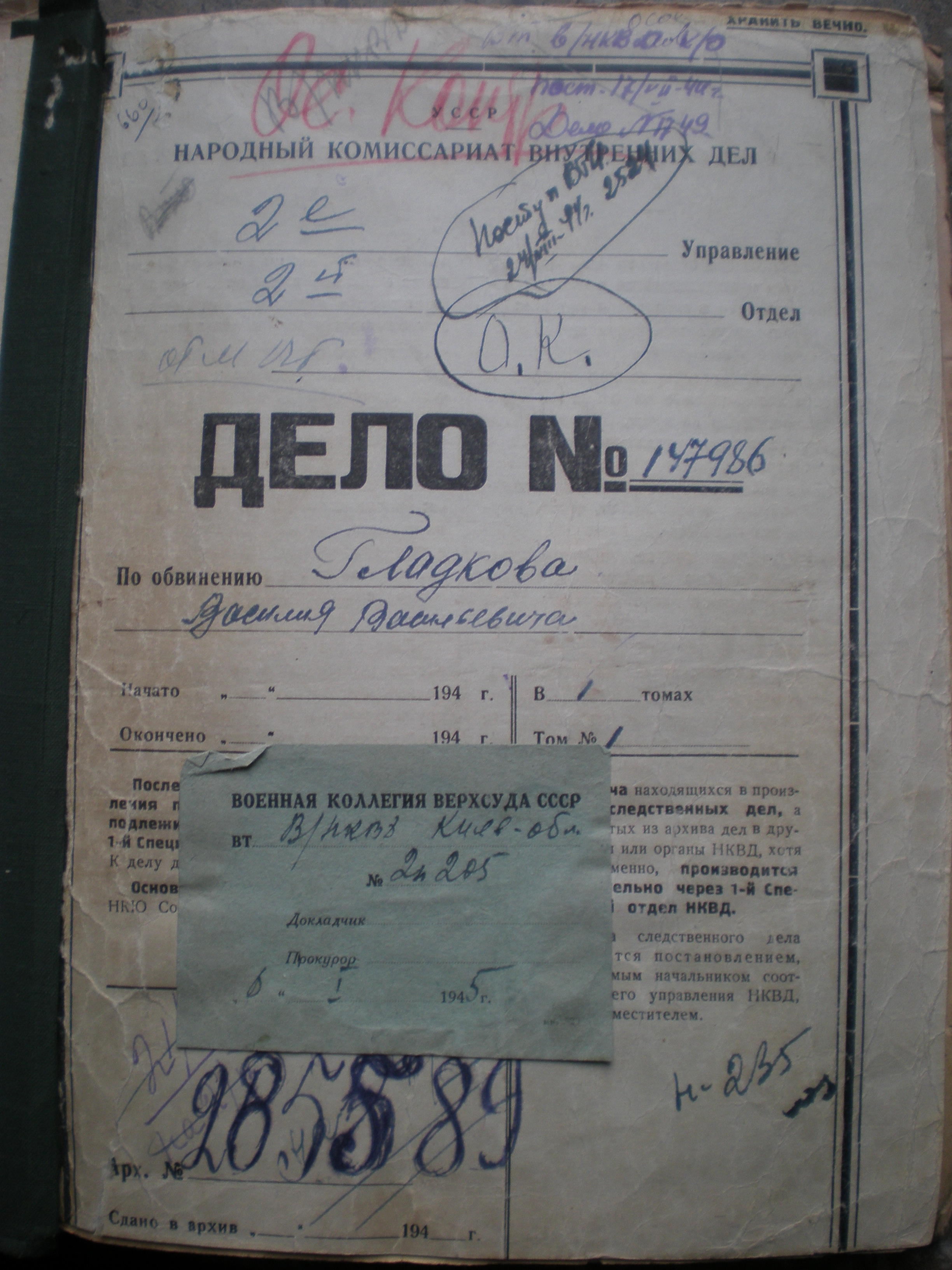
Архивное уголовное дело в отношении Гладкова В. В. (1944)

24 января 1944 года епископ Панкратий был арестован НКВД в г. Нежине и заключён в тюрьму, где находился до 25 февраля 1944 года после чего был этапирован в тюрьму № 1 НКВД в Киев. Есть мнение, что арест Владыки произошёл вскоре после его назначения по предложению митрополита Сергия (Страгородского), вопреки мнению Совета по делам РПЦ, на одну из кафедр.
За время нахождения в тюрьме он был подвергнут 15 многочасовым допросам, многие из которых заканчивались далеко за полночь, а некоторые продолжались более 24 часов подряд.
4 октября 1944 года Военным трибуналом войск НКВД Киевской области в закрытом судебном заседании без участия сторон обвинения, защиты и без вызова свидетелей по делу епископ Панкратий осуждён на 15 лет исправительно-трудовых лагерей по статьям 54-1"а" и 54-10 ч. II УК УССР «за измену Родине» с поражением в правах на 5 лет.
По воспоминаниям людей лично знавших епископа Панкратия к месту отбывания наказания он не выехал, а умер в тюремной больнице УНКВД гор. Киева. Похоронен на Лукьяновском кладбище г. Киева.

## Реабилитация

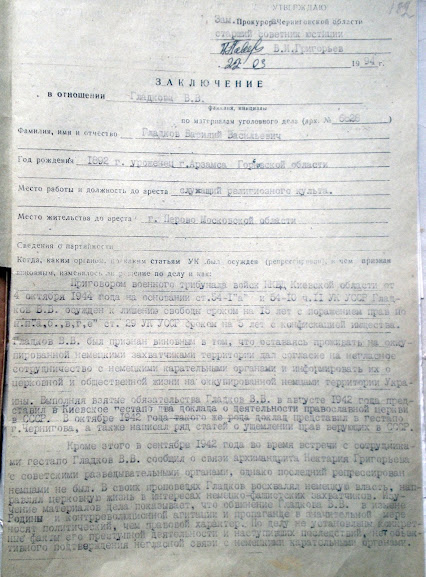
Заключение о реабилитации Гладкова В. В. (стр. 1)

21 марта 1994 года Прокуратурой Черниговской области Украины реабилитирован «в связи с отсутствием в совокупности доказательств, подтверждающих обоснованность привлечения к ответственности»

Изучение материалов дела показывает, что обвинение Гладкова В. В. в измене Родины и контрреволюционной агитации и пропаганде в значительной мере носят политический, чем правовой характер. По делу не установлены конкретные факты его преступной деятельности и наступивших последствий, нет объективного подтверждения негласной связи с немецкими карательными органами. Написание докладов и статей, выражающих убеждение Гладкова В. В. о преследовании священнослужителей, нарушении прав верующих в СССР не может служить достаточным основанием его ответственности по ст. 54-1 и 54-10 ч. II УК УССР.— Из заключения Прокуратуры Черниговской области Украины от 21 марта 1994 года по уголовному делу в отношении Гладкова В.В.

## Обретение мощей
В октябре 2012 года по благословению Блаженнейшего Митрополита Киевского и всея Украины Владимира (Сабодана), глава рабочей группы о обретении и уходу за святыми мощами при Комиссии по канонизации святых при Священном Синоде Украинской православной церкви наместник Свято-Ильинского мужского монастыря г. Одессы архимандрит Виктор (Быков) совершил обретение и облачение мощей убиенного епископа Панкратия, после чего мощи были доставлены в Свято-Благовещенский монастырь г. Нежин.

## Награды
- Набедренник, декабрь 1917
- Золотой наперсный крест ко дню Святой Пасхи 1921
- Сан игумена с возложением палицы ко дню Святой Пасхи 1922
- Сан архимандрита, 17 ноября 1923 г.